# Xiomara Castro

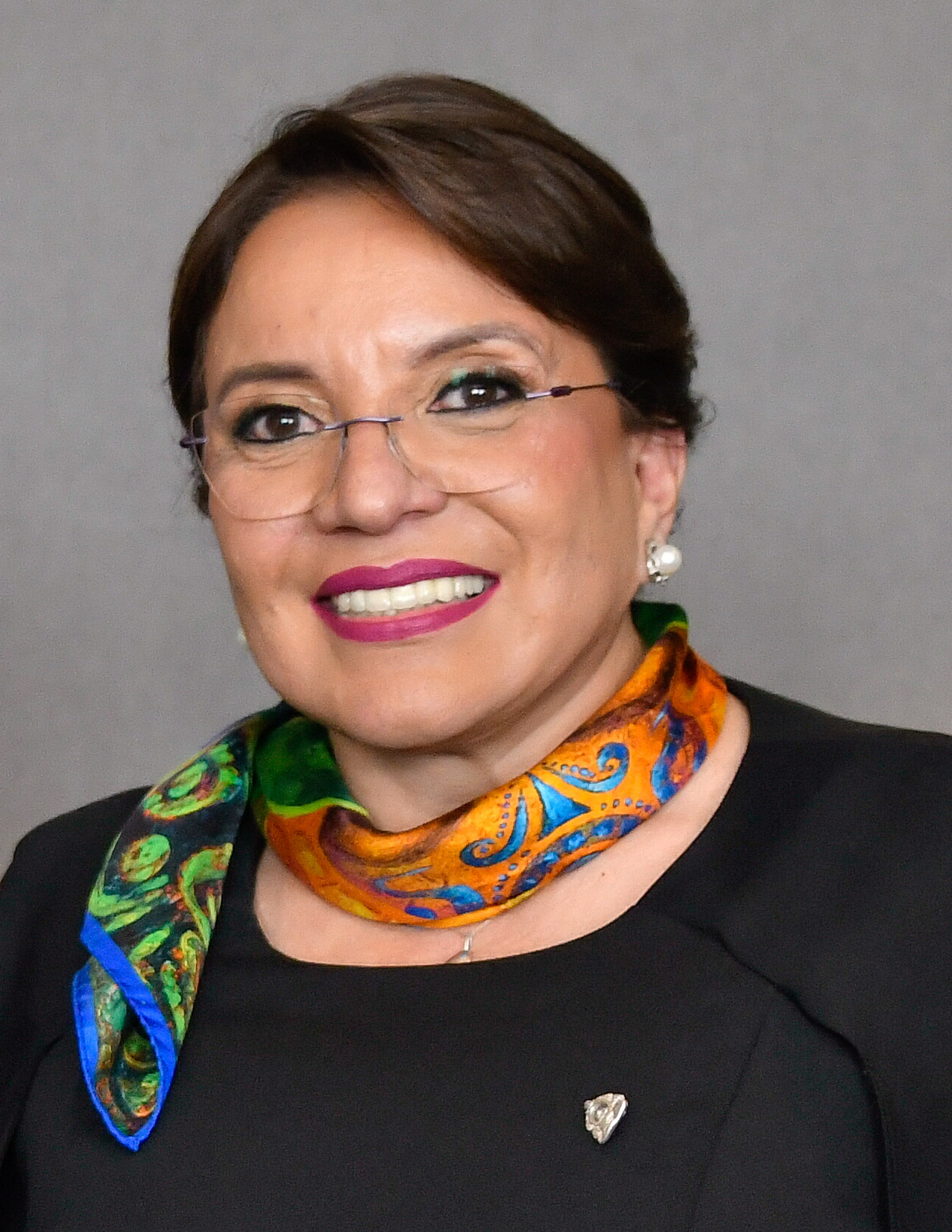
Xiomara Castro, 2023

Iris Xiomara Castro Sarmiento (kurz Xiomara Castro; verheiratete Xiomara Castro de Zelaya; * 30. September 1959 in Tegucigalpa, Honduras) ist eine honduranische Politikerin (Partido Libertad y Refundación). Seit dem 27. Januar 2022 ist sie Präsidentin von Honduras.

## Werdegang
Xiomara Castro ist die Tochter des Unternehmers Irene Castro Reyes (1926–2020) und seiner Ehefrau Olga Doris Sarmiento Montoya. Sie wuchs in Tegucigalpa auf und hat drei jüngere Schwestern und, als Jüngsten der fünf Geschwister, einen Bruder. Sie studierte Betriebswirtschaft in Tegucigalpa. Im Jahr 1979 heiratete sie den Politiker José Manuel Zelaya.
Als im Jahr 2005 ihr Ehemann zum Präsidenten gewählt wurde, wurde sie Primera dama von Honduras. Zelayas Politik war zunächst konservativ, schwenkte jedoch während seiner Präsidentschaft in eine linke Politik um, die sich von den USA abwendete und anderen linken lateinamerikanischen Politikern wie Hugo Chávez zuwandte. Im Jahr 2009 putschte das Militär gegen Zelaya, der in der Folge nach Costa Rica flüchtete. Xiomara Castro stellte sich an die Spitze von Großdemonstrationen gegen das Militär und wurde dadurch ihrerseits zu einer politischen Anführerin.
Sie war 2011 Gründungsmitglied der von ihrem Mann geführten Partido Libertad y Refundación (Libre). Als es 2013 wieder freie Wahlen gab, trat dieses Mal Xiomara Castro als Präsidentschaftskandidatin der Libre an. Sie unterlag jedoch mit 28,8 Prozent der Stimmen dem konservativen Politiker Juan Orlando Hernández von der Partido Nacional de Honduras, der auf 36,9 Prozent kam. Im Vorfeld der Präsidentschaftswahl 2017 gewann Castro die parteiinterne Vorwahl der Libre mit deutlichem Vorsprung. Ihre Partei trat jedoch im Mai 2017 der Alianza de Oposición contra la Dictadura bei, einem Bündnis mit der Partido Anticorrupción und der Partido Innovación y Unidad (PINU) ein, um so die Chancen der Opposition auf einen Wahlsieg gegen den Amtsinhaber Hernández zu steigern. Castro verzichtete daher zugunsten von Salvador Nasralla auf die Präsidentschaftskandidatur. Nach offiziellen Angaben verlor Nasralla knapp gegen Hernández, die Opposition akzeptierte das Ergebnis jedoch nicht, es kam zu Protesten und Unruhen.
Auf internationaler Ebene war Castro von 2019 bis 2021 Vorsitzende von COPPPAL Mujeres, der Frauenorganisation des lateinamerikanischen Parteienzusammenschlusses COPPPAL.
Bei der Präsidentschaftswahl am 28. November 2021 erhielt sie die absolute Mehrheit der Stimmen (51,12 %). Damit siegte sie deutlich vor dem konservativen Kandidaten Nasry Asfura von der bislang regierenden Partido Nacional. Sie ist das erste weibliche Staatsoberhaupt von Honduras.
Am 27. Januar 2022 wurde sie trotz der COVID-19-Pandemie in Honduras und der grassierenden Omikron-Variante im Nationalstadion von Tegucigalpa vor Tausenden Menschen und in Anwesenheit ausländischer Gäste (darunter US-Vizepräsidentin Kamala Harris) vereidigt. Zehn Tage später twitterte sie, dass sie an COVID-19 erkrankt sei und leichte Symptome habe.

## Politische Einordnung
Castro bezeichnet ihre Politik als „demokratischen Sozialismus“. Sie versprach eine partizipative Demokratie und den Entwurf einer neuen Verfassung.